# Anaxeton
 Anaxeton  Gaertn., 1791 è un genere di piante angiosperme dicotiledoni della famiglia delle Asteraceae (sottofamiglia Asteroideae, tribù Gnaphalieae e sottotribù Gnaphaliinae).

## Etimologia
Il nome del genere deriva dal greco antico "ἀναξήτης" ("anaxētēs"), che significa "senza padrone" o "libero". (Dictionary of Botanical Nomenclature, di John Hutchinson e Glossary of Botanic Terms, di John Ball).
Il nome scientifico del genere è stato definito dal botanico Joseph Gaertner (1732-1791) nella pubblicazione " De Fructibus et Seminibus Plantarum: accedunt seminum centuriae quinque priores cum tabulis Aeneis LXXIX. Stutgardiae, Tubingae" ( Fruct. Sem. Pl. 2(3): 406) del 1791.

## Descrizione

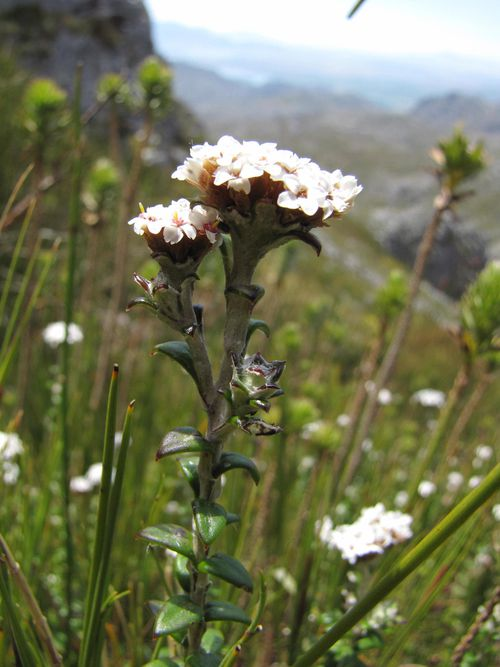
Il portamento
Anaxeton ellipticum

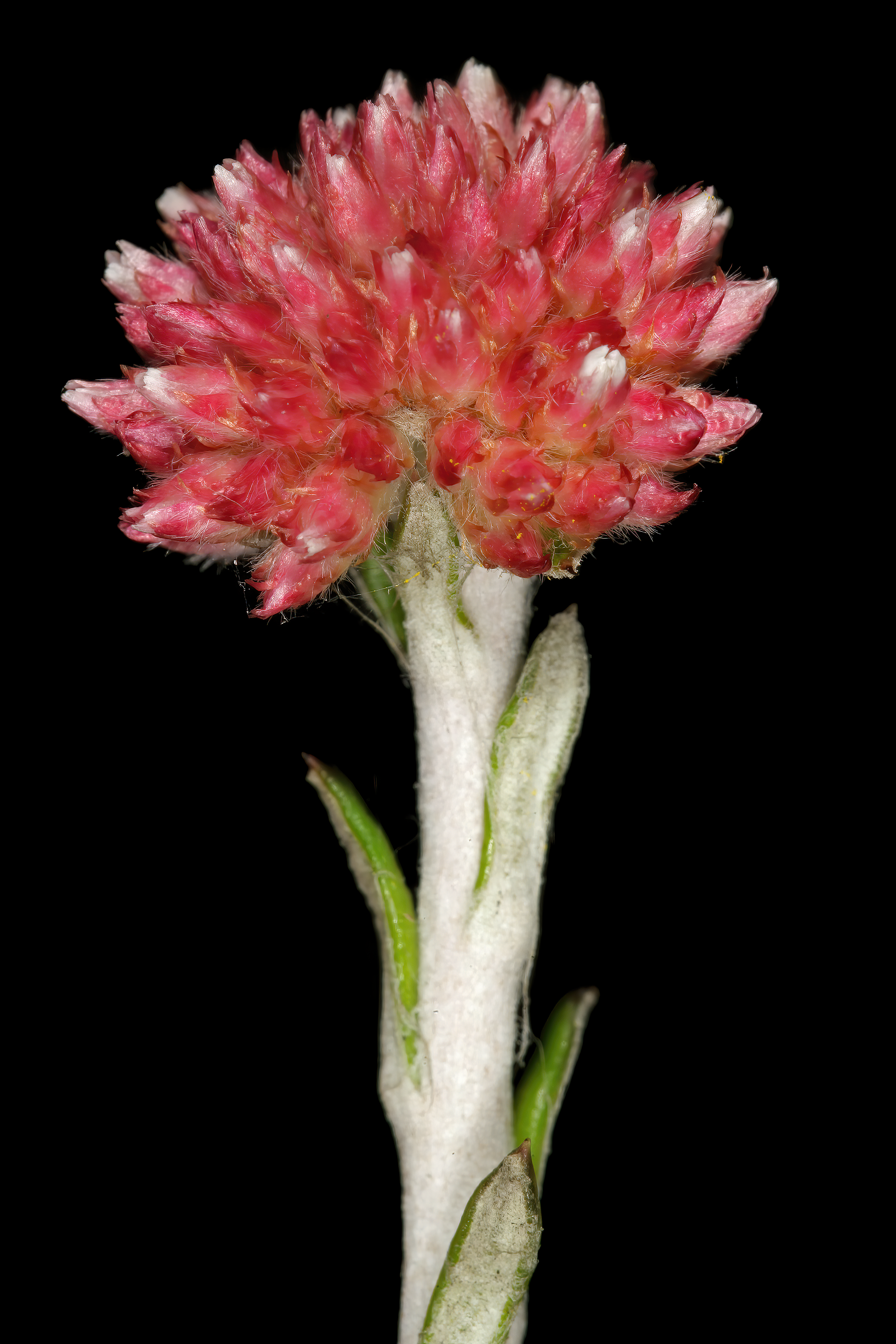
Le foglie
Anaxeton laeve

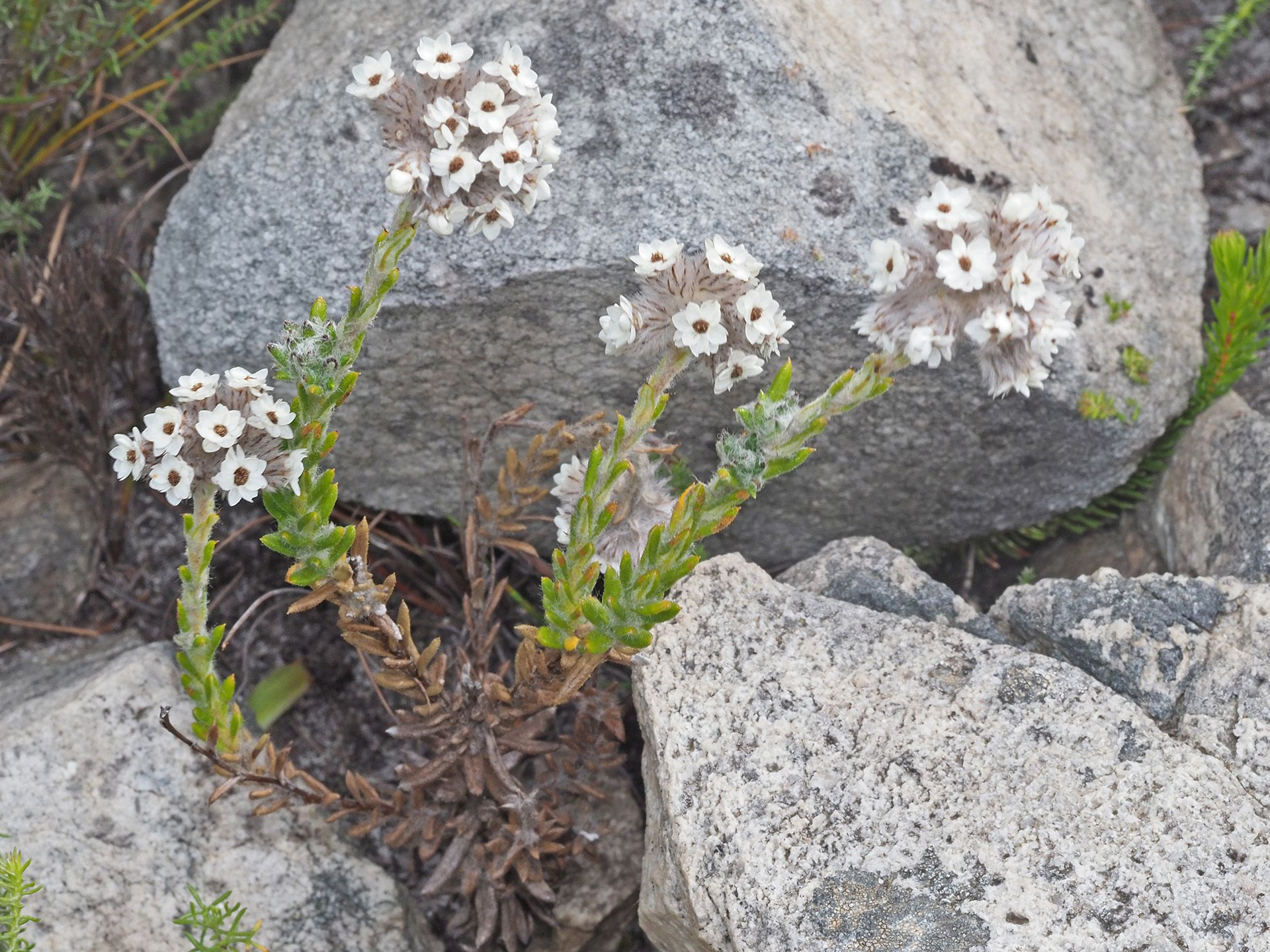
Infiorescenza
Anaxeton hirusutum

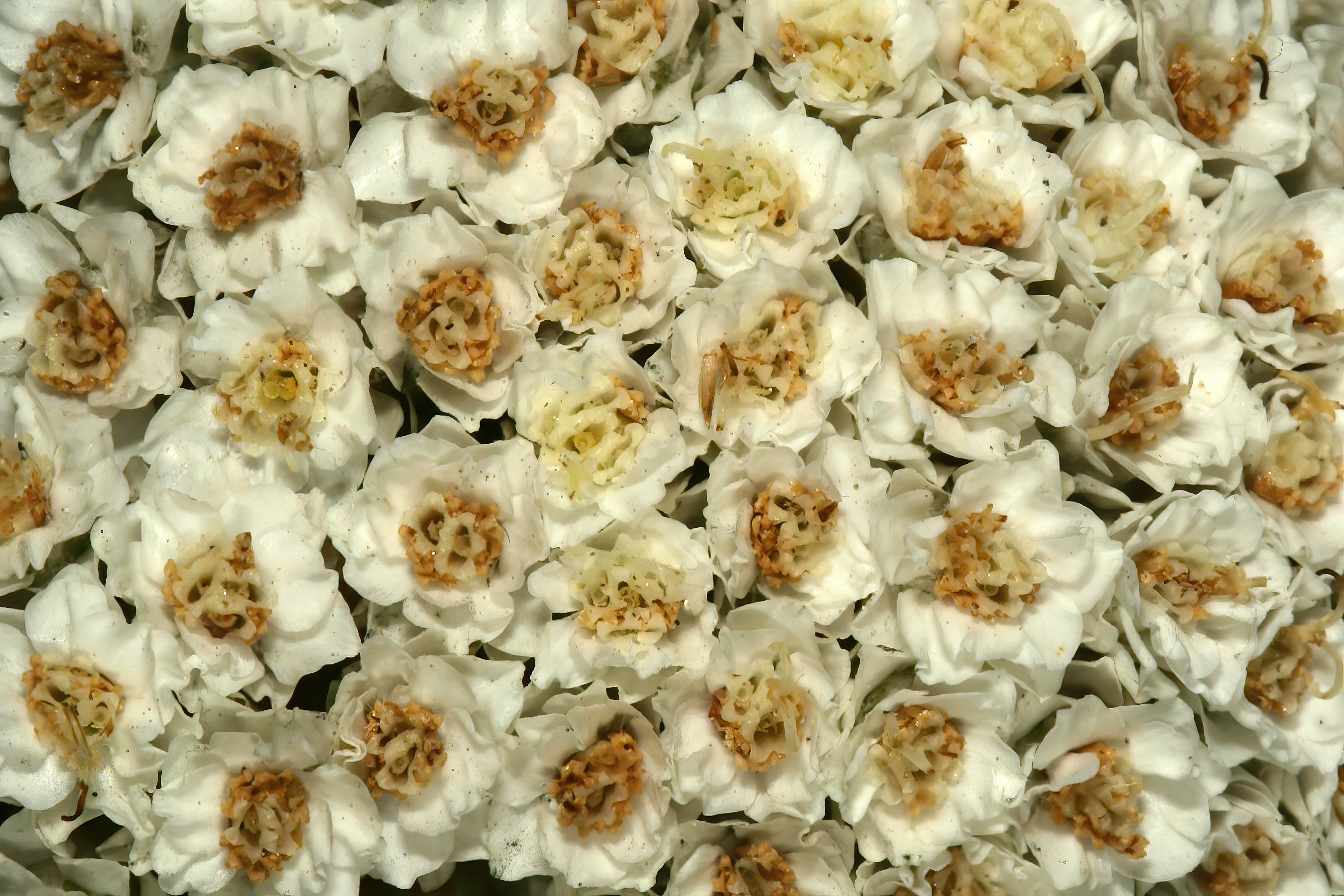
I fiori
Anaxeton asperum

Portamento. Le specie di questo gruppo hanno un habitus di tipo sub-arbustivo aromatico. I cauli di queste piante sono provvisti del floema, ma non di canali resiniferi; mentre i sesquiterpeni lattoni sono normalmente assenti (piante senza lattice).
Fusto. La parte aerea in genere è eretta, semplice o ramosa. 
Foglie. Le foglie sono disposte in modo alternato e sono più o meno sessili (e/o decorrenti). La lamina è intera e piatta con forme generalmente strette; i margini sono continui e revoluti. La superficie è sparsamente tomentosa o lanosa su entrambe le superfici.
Infiorescenza. Le sinflorescenze sono composte da diversi capolini raccolti in dense formazioni corimbose. Le infiorescenze vere e proprie sono formate da un capolino terminale peduncolato (disciforme o discoide) eterogamo. I capolini sono formati da un involucro, con forme da cilindriche a campanulate, composto da diverse brattee, al cui interno un ricettacolo fa da base ai fiori. Le brattee, glabre o pelose a consistenza cartacea biancastra, sono disposte in modo più o meno embricato su più serie e possono essere connate alla base (strati di stereoma indiviso);  talora possono avere un margine ialino. Il ricettacolo è senza pagliette a protezione della base dei fiori; la forma è piatta.
Fiori.  I fiori sono tetra-ciclici (formati cioè da 4 verticilli: calice – corolla – androceo – gineceo) e pentameri (calice e corolla formati da 5 elementi). Sono inoltre tubulosi, attinomorfi e si distinguono in:
- fiori del disco esterni: sono femminili e filiformi;
- fiori del disco centrali: sono tubulosi e funzionalmente maschili.

In questo gruppo di piante i fiori radiati (ligulati o del raggio) sono assenti; a volte sono confusi con i fiori femminili (tubulosi) del disco esterno più o meno sub-zigomorfi con un lembo piatto e possono essere interpretati come fiori del raggio.
- Formula fiorale:

*/x K {\displaystyle \infty }, [C (5), A (5)], G 2 (infero), achenio
- Calice: i sepali del calice sono ridotti ad una coroncina di squame.

- Corolla: la forma della corolla normalmente è tubolare con 5 lobi (raramente 4); i lobi hanno una forma deltata o più o meno lanceolata. I colori della corolla sono porpora e varietà.

- Androceo: l'androceo è formato da 5 stami sorretti da filamenti generalmente liberi; gli stami sono connati e formano un manicotto circondante lo stilo; le teche (produttrici del polline) sono prive di sperone, ma hanno la coda (una sola); le appendici apicali delle antere hanno delle forme piatte; il tessuto endoteciale (rivestimento interno dell'antera) è quasi sempre polarizzato (con due superfici distinte: una verso l'esterno e una verso l'interno). Il polline è di tipo echinato (con punte sporgenti) a forma sferica è formato inoltre da due strati di ectesine, mentre lo strato basale è spesso e regolarmente perforato (tipo “gnafaloide”).[6]

- Gineceo: l'ovario è infero uniloculare formato da 2 carpelli. Lo stilo (il recettore del polline) è intero o biforcato con due stigmi nella parte apicale. Gli stigmi hanno una forma variabile troncata; possono essere ricoperti da minute papille o avere dei penicilli apicali. Le superfici stigmatiche sono separate.[6]

Frutti. I frutti sono degli acheni con pappo. Gli acheni sono piccoli a forma variabile ellissoide; la superficie è glabra; il pericarpo può essere percorso longitudinalmente da alcuni fasci vascolari. Il pappo è formato da setole capillari barbate connate in un anello basale.

## Biologia
Impollinazione: tramite insetti (impollinazione entomogama tramite farfalle diurne e notturne).

Riproduzione: la fecondazione avviene fondamentalmente tramite l'impollinazione dei fiori.

Dispersione: i semi cadono a terra e vengono dispersi soprattutto da insetti come formiche (disseminazione mirmecoria). Un altro tipo di dispersione è zoocoria: gli uncini delle brattee dell'involucro (se presenti) si agganciano ai peli degli animali di passaggio che portano così i semi anche su lunghe distanze. Inoltre per merito del pappo il vento può trasportare i semi anche per alcuni chilometri (disseminazione anemocora).

## Distribuzione e habitat
Le specie di questo genere sono distribuite in Sudafrica.

## Sistematica
La famiglia di appartenenza di questa voce (Asteraceae o Compositae, nomen conservandum) probabilmente originaria del Sud America, è la più numerosa del mondo vegetale, comprende oltre 23.000 specie distribuite su 1.535 generi, oppure 22.750 specie e 1.530 generi secondo altre fonti (una delle checklist più aggiornata elenca fino a 1.679 generi). La famiglia attualmente (2021) è divisa in 16 sottofamiglie; la sottofamiglia Asteroideae è una di queste e rappresenta l'evoluzione più recente di tutta la famiglia.

### Filogenesi
Il genere di questa voce è descritto nella tribù Gnaphalieae, una delle 21 tribù della sottofamiglia Asteroideae. Da un punto di vista filogenetico, la tribù Gnaphalieae fa parte del supergruppo (o sottofamiglia) "Asteroideae grade"; l'altro è il supergruppo "Non-Asteroideae" contenente il resto delle sottofamiglie delle Asteraceae. All'interno del supergruppo è vicina alle tribù Senecioneae, Calenduleae, Astereae e Anthemideae.
La sottotribù Gnaphaliinae è caratterizzata da portamenti di vario tipo con specie ginomonoiche e monoiche, da foglie con margini interi, da capolini disciformi omogami o eterogami e raramente radiati (o subradiati), dallo stilo con rami troncati e superfici stigmatiche separate apicalmente, da acheni glabri o con tricomi allungati e pappo ridotto. La sottotribù è divisa provvisoriamente in diversi cladi (Metalasia, Ifloga, Stoebe, Hap, Flag, Lasiopogon e Australasian); il genere  Anaxeton appartiene al gruppo definito "Gnaphaliinae stricto sensu", quello più vicino (da un punto di vista filogenetico) al "genere tipo" Gnaphalim.
All'interno della sottotribù Anaxeton appartiene al "Anaphalis group" insieme ai generi Anderbergia, Langebergia e Petalacte. I quattro generi si distinguono per i seguenti caratteri:
- Anaxeton:  i rami fioriferi apicalmente hanno delle foglie ridotte; i margini delle foglie sono revoluti; le foglie sono glabre superiormente; le brattee involucrali interne sono uncinate, quelle esterne non sono uncinate e sono più o meno membranose; le corolle sono violacee; il pappo dei fiori femminili è ridotto.
- Anderbergia: i rami fioriferi sono uniformemente fogliosi verso l'alto; i margini delle foglie sono revoluti; le foglie sono tomentose su entrambi i lati; le brattee involucrali interne sono uncinate, quelle esterne non sono uncinate e sono più o meno membranose; le corolle sono gialle o bianche; le setole del pappo sono ben sviluppate.
- Langebergia: le foglie sono piatte; le brattee involucrali non sono uncinate; il ricettacolo è privo di pagliette; le setole del pappo sono denticolate; lo stilo dei fiori del disco è bifido.
- Petalacte: le foglie sono piatte; le brattee involucrali sono brevemente uncinate; il ricettacolo è provvisto di pagliette a protezione della base dei fiori; le setole del pappo sono apicalmente piumose; lo stilo dei fiori del disco è semplice.

### Elenco delle specie
Questo genere ha 10 specie:
- Anaxeton angustifolium Lundgren
- Anaxeton arborescens  Less.
- Anaxeton asperum  (Thunb.) DC.
- Anaxeton brevipes  Lundgren
- Anaxeton ellipticum  Lundgren
- Anaxeton hirsutum  Less.
- Anaxeton laeve  (Harv.) Lundgren
- Anaxeton lundgrenii  B.Nord.
- Anaxeton nycthemerum  Less.
- Anaxeton virgatum  DC.